# والتر گوردون (فیزیکدان)
 والتر گوردون (آلمانی: Walter Gordon؛ زاده ۱۳ اوت ۱۸۹۳ درگذشته ۲۴ دسامبر ۱۹۳۹) یک دانشمند در زمینه فیزیک‌دان اهل آلمان بود.